# Allen Ginsberg
Irwin Allen Ginsberg (wym. /ˈɡɪnzbərɡ/, ur. 3 czerwca 1926 w Newark w stanie New Jersey, zm. 5 kwietnia 1997 w East Village, na Manhattanie w Nowym Jorku) – amerykański poeta pochodzenia żydowskiego, działacz społeczny, członek American Academy of Arts and Letters, jeden z najważniejszych twórców tzw. poezji konfesyjnej, lider ruchu artystycznego określanego jako Beat Generation oraz zdeklarowany homoseksualista. Już za życia stał się znaczącą postacią kontrkultury amerykańskiej owianą legendą i otoczoną kultem. Allen Ginsberg jest najbardziej znany ze swojego epickiego poematu Skowyt, w którym potępił destruktywną siłę kapitalizmu i konformizm Stanów Zjednoczonych w czasie zimnej wojny.

## Życiorys

### Dzieciństwo i młodość (1926-1944)
Irwin Allen Ginsberg urodził się 3 czerwca 1926 roku, w żydowskiej rodzinie, w Newark w stanie New Jersey, jako młodszy syn Louisa Ginsberga (poety i nauczyciela języka angielskiego w Paterson Central High School) i Naomi Levy Ginsberg.
Ginsberg dorastał wraz ze swoim starszym bratem Eugenem w cieniu choroby psychicznej swojej matki, cierpiącej na często nawracające napady padaczkowe i paranoję. Naomi Ginsberg jako aktywna członkini Komunistycznej Partii Stanów Zjednoczonych, zabierała swoich synów na posiedzenia radykalnej lewicy, które były poświęcone przyczynom międzynarodowego komunizmu w czasie Wielkiego Kryzysu w latach 30.
Jako piętnastolatek zaczął pisać listy do New York Timesa dotyczące kwestii politycznych takich jak: II wojna światowa i prawa pracownicze. Jednym w pierwszych listów jakie wysłał do redakcji dziennika był ten, który wysłał 3 tygodnie po tym jak 7 grudnia 1941 roku Japończycy zbombardowali Pearl Harbor. W liście do New York Timesa Ginsberg przedstawił swoją wizję procesu, w wyniku którego Ameryka wplątała się w II wojnę światową. Nieustannie wymieniał się również listami ze swoim starszym bratem służącym w armii aż do jego zwolnienia z obowiązku kontynuowania służby w siłach zbrojnych w 1945 roku. W liceum zaczął również czytać Walta Whitmana, zainspirowany pasją swojego nauczyciela do tegoż autora.
W zimie 1941 roku, kiedy Allen dopiero rozpoczynał naukę w liceum, jego matka nalegała, aby zabrać ją na terapię do domu opieki w Lakewood w stanie New Jersey. Naomi Ginsberg spędziła większość z ostatnich piętnastu lat swojego życia w szpitalach psychiatrycznych, gdzie leczona była za pomocą elektrowstrząsów i lobotomii. Ostatecznie, zmarła w szpitalu Pilgrim State w 1956 roku. Choroba psychiczna oraz śmierć matki miały traumatyczny wpływ na Ginsberga, który do końca swojego życia pisywał wiersze o niestabilnym stanie psychicznym swojej matki.
W 1943 roku ukończył szkołę średnią Eastside High School, a następnie przez krótki czas uczęszczał do Montclair State College zanim otrzymał stypendium Young Men’s Hebrew Association of Paterson od Columbia University, gdzie też w tym samym roku rozpoczął studia. To też w jednym z akademików tego uniwersytetu, zlokalizowanym na 122 Zachodniej Ulicy, Allen Ginsberg poznał Luciena Carra, a ich pierwsze spotkanie odbyło się przy akompaniamencie muzyki Johannesa Brahmsa. Sam Lucien był opisywany przez Allena jako „najbardziej anielski dzieciak, którego spotkałem, blady, z blond włosami”, a także, cytując za wierszem Williama Butlera Yeatsa Among School Children: „z policzkami zapadniętymi jak gdyby pił wiatr, a za mięso brał cieni kłąb”.
To właśnie Lucien Carr poznał siedemnastoletniego Ginsberga z przyszłymi przedstawicielami Beat Generation: Jackiem Kerouakiem, Williamem S. Burroughsem i Johnem Clellonem Holmesem. Razem spędzali wiele godzin, spierając się na różne tematy i prowadząc rozmowy przesiąknięte naiwnym idealizmem. Większość ich rozmów dotyczących sztuki odbywała się w West End Barze, często przeciągając się aż do świtu. To właśnie wtedy powstała geneza poglądów i filozofii bitników – nazywana początkowo The New Vision – inspirowana życiem oraz poezją Arthura Rimbauda.

### Dorosłe życie (1944-1997)
Allen, pomimo bycia wzorowym uczniem, został wydalony z Columbia University w 1945 roku za wypisywanie różnych nieprzyzwoitości w oknie swego pokoju oraz przyłapanie na uprawianiu homoseksualnego seksu (sam twierdził, że do niczego nie doszło). Z tego powodu dołączył do United States Merchant Marine, aby zarobić trochę pieniędzy na dalsze kontynuowanie nauki w Columbia University. W ciągu roku powrócił na uniwersytet i zakończył go licencjatem w 1948 roku.
W 1946 roku, dzięki swojemu najlepszemu przyjacielowi – Jackowi Kerouacowi, poznał Neala Cassadiego. Spotkanie to zapoczątkowało okres burzliwych przygód w biografii trzech pisarzy m.in. awanturnicze życie w drodze, konflikty z prawem, eksperymentowanie z narkotykami i substancjami psychotropowymi, opisane później w powieści Jacka Kerouaca W drodze. Amerykański pisarz stał się też wkrótce zarówno muzą, jak i kochankiem Ginsberga. Ich związek nie trwał jednak długo, ponieważ zakończył się poprzez listy wiosną 1947 roku, kiedy to Allen wyruszył do Dakaru, a Neal do Nowego Jorku.

#### Bitnicy w Nowym Jorku
Allen Ginsberg wrócił do Nowego Jorku, mając nadzieję na ponowne zejście się z Nealem. Jednakże Cassady kilka dni przed przyjazdem Ginsberga wyjechał do San Francisco, aby ożenić się z Carolyn Elizabeth Robinson. Cała sytuacja była dość bolesna dla Ginsberga, ale znajomość z Nealem została wznowiona listownie, gdzie następnie w latach 60. zostali dobrymi przyjaciółmi i okazjonalnie sypiali ze sobą.
Ponadto w Nowym Jorku, Ginsberg spotkał Gregoriego Corso w Pony Stable Bar. Corso, który niedawno wyszedł z więzienia, był wspierany przez patronów Pony Stable oraz pisał wiersze w noc z ich spotkania. Ginsberg twierdził, że natychmiast zainteresowała go postać Corso, który, mimo że był heteroseksualistą, pałał wielkim zrozumieniem w stosunku do osób homoseksualnych po trzech latach więzienia. Ginsberg był jeszcze bardziej zaskoczony czytając wiersze Corso i zdając sobie sprawę, że Corso był „duchowo utalentowany”. W krótkim czasie Ginsberg wprowadził Corso do kręgu jego przyjaciół. Niedługo potem Corso zaczął podróżować wraz z Ginsbergiem, Kerouaciem i Burroughsem. Natomiast sami Ginsberg i Corso pozostali przyjaciółmi i współpracownikami przez całe życie.
Wkrótce po tych wydarzeniach Allen, podczas prób „stania się” heteroseksualistą, związał się z Elise Nadą Cowen, którą poznał dzięki Alexowi Greerowi – profesorowi filozofii w college’u Barnard. Dzięki relacji łączącej ją z Ginsbergiem uczestniczyła ona w okresie kształtowania się Beat Generation. To także dzięki niej Allen poznał Carla Solomona, któremu później poświęcił swój najsłynniejszy poemat Skowyt. Wiersz ten jest często uważany za swoistą biografię życia Ginsberga aż do 1955 roku oraz historię Beat Generation, ponieważ znajduje się w nim mnóstwo odniesień do relacji z innymi autorami owego ruchu.

#### Renesans z San Francisco

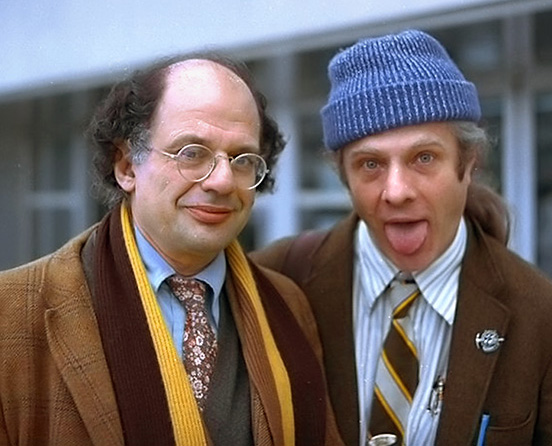
Allen Ginsberg ze swoim partnerem, poetą Peterem Orlovskym, 1978

Ginsberg przeniósł się do San Francisco w latach 50. W 1954 roku poznał Petera Orlovsky’ego (1933-2010), z którym następnie związał się na całe życie. Podobnie jak ze wszystkimi bliskimi jego sercu osobami, Allen pisał z Peterem listy, a niektóre z nich zostały opublikowane. Zanim Skowyt i inne wiersze został wydany w 1956 roku pracował on jako badacz rynku.
To właśnie w San Francisco Allen Ginsberg poznał członków Renesansu z San Francisco (James Broughton, Robert Duncan, Madeline Gleason i Kenneth Rexroth) i innych poetów, którzy byli powiązani z beatnikami. William Carlos Williams – mentor Ginsberga napisał list referencyjny do Renesansu z San Francisco, dzięki któremu Allen został wprowadzony na scenę poezji Renesansu. Również tam Ginsberg poznał trzech początkujących poetów i entuzjastów zen: Gary’ego Snydera, Philipa Whalena i Lwa Welcha. w 1959 roku Ginsberg wraz z poetami Johnem Kellym, Bobem Kaufmanem, A.D Winansem i Williamem Margolisem stali się założycielami magazynu Beatitude Poetry.
Wally Hedrick – malarz i współzałożyciel Sixth Gallery – w połowie roku 1955 poprosił Allena, aby ten zorganizował czytanie poezji w Sixth Gallery. Początkowo odmówił, jednakże, gdy był w trakcie pisania zarysu Skowytu, zmienił zdanie. Ginsberg reklamował wydarzenie jako „Six Poets at the Sixth Gallery”. Jedno z najważniejszych zdarzeń w całej historii Beat Generation znane pod nazwą „Czytanie w the Sixth Gallery” miało miejsce 7 października 1955 roku. Wydarzenie zebrało wszystkich fanów z Zachodniego i Wschodniego Wybrzeża. Z powodów osobistych Ginsberg postanowił też wtedy po raz pierwszy przeczytać publicznie Skowyt. Relacja owej nocy znajduje się we Włóczęgach Dharmy Jacka Kerouaca, gdzie też pijany Allen (dzięki winu zakupionemu przez widzów) czyta namiętnie swoje wiersze z rozpostartymi ramiona.
Skowyt jest głównie znany ze swojego pierwszego wersu: „Widziałem najlepsze umysły mego pokolenia zniszczone szaleństwem, głodne histeryczne nagie…”. Ze względu na to, że Skowyt łączy liryczny patos z wulgaryzmami i karykaturalnym przedstawieniem świata to zaraz po publikacji uznano go za skandal.

#### Oskarżony poemat
Na procesie sądowym z 1957 roku poemat Ginsberga Skowyt został uznany przez prokuratora za tekst „sprośny, wulgarny i obsceniczny”. Stroną procesową nie był Ginsberg, ale jego wydawca, też poeta z kręgu Beat Generation, Lawrence Ferlinghetti, właściciel wydawnictwa City Lights Bookstore, oraz Shigeyoshi Murao, który zajmował się dystrybucją i sprzedażą książki Skowyt i inne wiersze. Oskarżono ich o sianie zgorszenia i demoralizację, czyli potraktowano tak, jakby byli dostarczycielami pornografii.
Prokurator chciał za wszelką cenę dowieść, że Ginsberg był po prostu „zboczonym świntuchem”, a w dziele literackim nie powinna mieć miejsca jakąkolwiek sprośna dosadność. Dlatego wciąż domagał się od zeznających przed sądem ekspertów, by prostym językiem wyjaśniali, o co w danym fragmencie utworu chodzi. Zależało mu, by utwór Ginsberga został zdyskredytowany i by odmówiono mu rangi dzieła literackiego.
W 1957 roku, kiedy toczył się rzeczony proces, kultura amerykańska znajdowała się w stanie przesilenia. Z jednej strony triumfowały wzorce charakterystyczne dla społeczeństwa masowego i korporacyjnego kapitalizmu, z drugiej zaś rozpoczęła się ekspansja młodego pokolenia. W tym samym roku ukazała się powieść Jacka Kerouaca W drodze.
Ostatecznie zakaz został zniesiony przez sędziego Claytona W. Horna. Po tym incydencie Ginsberg wraz z Lawrence’em Ferlinghettim i Shigiem Murao zostali przyjaciółmi na całe życie.

#### Paryż i Indie

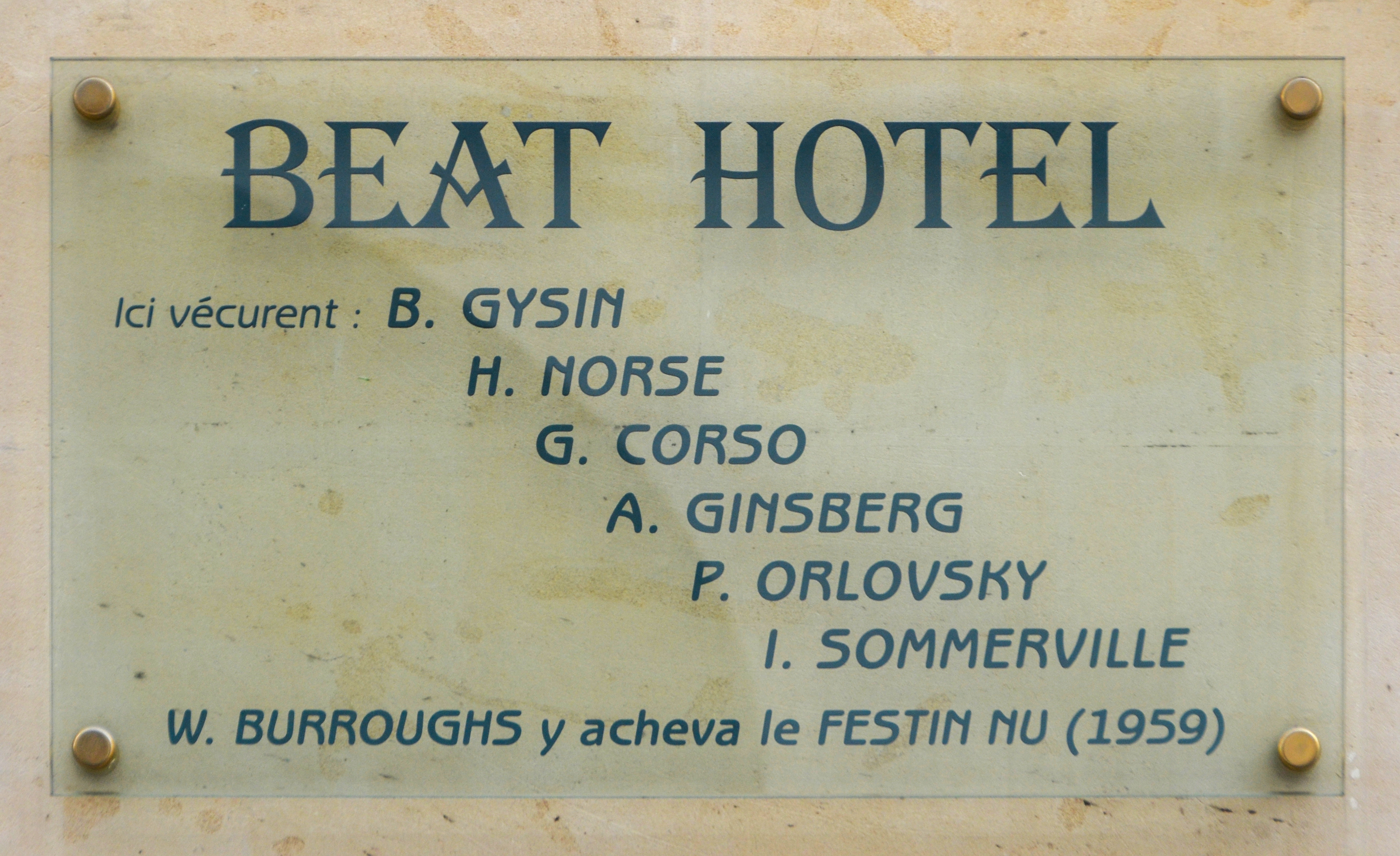
Beat Hotel

Pod koniec 1957 roku Ginsberga opuścił San Francisco. Allen i Peter Orlovsky dołączyli do Gregora Corsa w Paryżu. Corso zakwaterował ich w mieszkaniu nad barem na 9 ul. Gît-le-Coeur, które stało się znane jako Beat Hotel. W krótkim czasie dołączył do nich także Burroughs i inni. Był to bardzo twórczy czas dla wszystkich z nich, podczas którego zażywali narkotyki i innych substancje psychoaktywne. Właśnie w tym miejscu Ginsberg rozpoczął pisanie swojego wiersza Kadisz (dedykowanego jego chorej psychicznie matce), Corso skomponował Bomb i Marriage, a Burroughs – dzięki pomocy Ginsberga i Corso, skompletował Nagi lunch, scalając wszystkie poprzednie zapiski. Ów epizod w życiu twórców został udokumentowany przez fotografa Harolda Chapmana, który nieustanie fotografował mieszkańców „hotelu” dopóki nie został zamknięty w 1963 roku. W ciągu lat 1962–1963, Ginsberg i Orlovsky intensywnie podróżowali przez Indie, żyjąc przez pół roku w Kalkucie i Waranasi. Również w tym okresie Allen zawarł przyjaźnie z obiecującymi młodymi poetami, m.in. Shakti Chattopadhyay i Sunilem Gangopadhya. Szczególna sympatia łączyła go z Pupul Jayakar, która pomogła mu przedłużyć jego pobyt w Indiach, kiedy władze chciały go wydalić z kraju. W 1963 roku, poeta odwiedził Polskę. Spotykał się z Ireneuszem Iredyńskim, Mironem Białoszewskim, Zbigniewem Herbertem i Stanisławem Grochowiakiem.

#### Anglia
W maju 1965 roku, Allen Ginsberg przybył do Londynu, gdzie oferował zaprezentowanie swoich utworów wszystkim, wszędzie i za darmo. Niedługo po przybyciu wygłosił odczyt jednego ze swoich wierszy w Better Books, który został opisany przez Jeffa Nuttalla jako: „pierwszy od dawna powiew świeżości wśród tych zakurzonych umysłów”. Tom McGrath pisał: „Może okazać się, że jest to bardzo ważny moment w historii Anglii – a przynajmniej w historii angielskiej poezji”.
Wkrótce po odczytaniu swoich wierszy w księgarni, International Poetry Incarnation wystawiło na światło dzienne plany trzymane przez Royal Albert Hall w Londynie. Zawierały one chęć zgromadzenia wielu znanych poetów, w tym Allena Ginsberga i odczytu ich wierszy właśnie w Royal Albert Hall. Wydarzenie zostało zorganizowane przez Barbarę Rubin, odbyło się 11 czerwca 1965 roku i zgromadziło ponad 7 tysięczną widownię, która usłyszała czytających zarówno na żywo swoje wiersze poetów oraz nagrania puszczane ze specjalnych taśm.

#### Kontynuacja działalności literackiej
Choć termin „Beat Generation” odnosi się do Ginsberga i jego najbliższych przyjaciół (Corso, Orlovsky, Kerouac, Burroughs itd.) to termin ten był połączony z wieloma innymi poetami, których Ginsberg poznał w swoim życiu pod koniec lat 50. i na początku lat 60. Dlatego kluczową cechą tego terminu wydaje się być przyjaźń z Ginsbergiem. Przyjaźń z Kerouackiem i Burroughsem również stanowiła pewną gwarancję, ale obu pisarzy starało się potem odciąć od owego ruchu. Mogło to wynikać z faktu, iż Ginsberg był przez pomyłkę identyfikowany jako lider ruchu. Prawdą jest jednak, że beatnikowie nigdy nie posiadali jednego lidera.
Jako jeden z głównych przedstawicieli ,,Beat Generation", Ginsberga można uznać jako jednego z prekursorów ruchu hippisowskiego. Jego ostatni happening miał miejsce w Booksmith – w księgarni w Haight Ashbury na kilka miesięcy przed jego śmiercią.

#### Buddyzm i krysznaizm
W 1950 roku, Jack Kerouac zaczął studiować buddyzm i podzielił się swoją wiedzą o tej religii z Ginsbergiem. Wtedy też Ginsberg po raz pierwszy usłyszał o Czterech Szlachetnych Prawdach oraz sutrach takich jak np. Diamentowa Sutra.
Duchowa podróż Ginsberga rozpoczęła się na początku jego spontanicznych wizji oraz była kontynuowana wraz z początkiem jego podróży do Indii z Garym Snyderem. Snyder początkowo spędził czas w Kioto studiując na Pierwszym Instytucie Zen w klasztorze Daitoku-ji. Wraz ze wzrostem jego zainteresowania, Ginsberg ciągle podróżował, aby w końcu spotkać się z Dalajlamą w Rumtek. Kontynuując swoją podróż spotkał się również z Dżigdral Jeszie Dordże w Kalimpong, który nauczył go, aby nie lgnął zarówno do tego co straszne, jak i do tego co piękne.
Allen Ginsberg był również mocno zaangażowany w krysznaizm. Zaczął od intonowania mantry Hare Kryszna w jego religijnych praktykach w połowie lat 60. Po tym jak dowiedział się, że Abhay Charanaravinda Bhaktivedanta Swami Prabhupada – założyciel ruchu Hare Kryszna w zachodniej części świata – wynajął sklep w jednej z dzielnic Nowego Jorku, zaczął go odwiedzać i powoli namawiać do wydania jego książki. Owa znajomość jest udokumentowana w biografii Satswarupa dasa Goswamiego. Ginsberg ofiarowywał mnóstwo pieniędzy oraz własnego wkładu, aby pomóc Swamiemu postawić pierwszą świątynię.

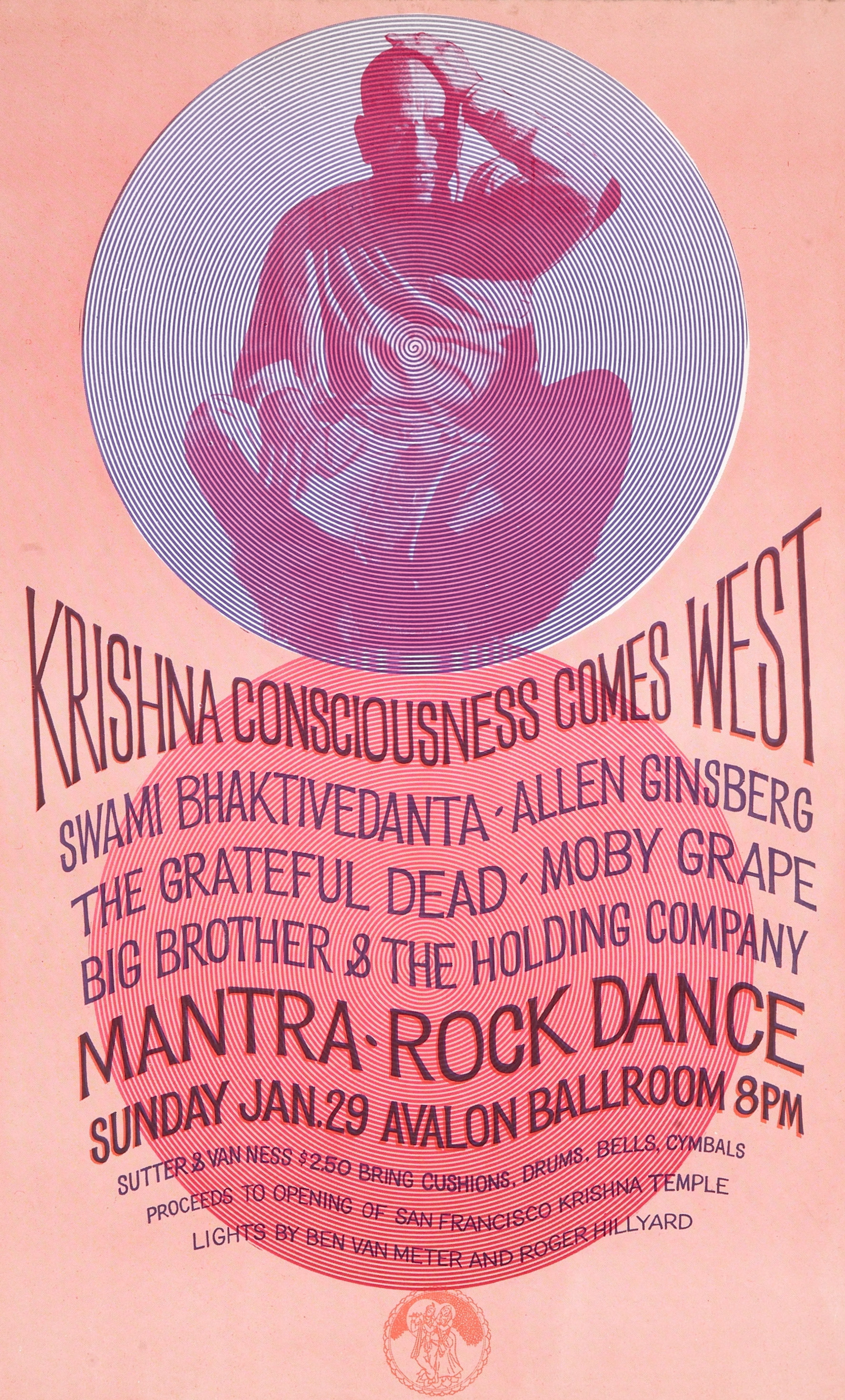
plakat promocyjny Mantra-Rock Dance

Pomimo niezgadzania się w wielu kwestiach z Bhaktivedantą Swamim, Ginsberg często śpiewał mantrę Hare Kryszna publicznie, jako część filozofii, którą wyznawał. Był dumny, że wszystko to w co wierzy znajdowało również swoje miejsce nie tylko w Indiach, ale też w Stanach Zjednoczonych. Wraz z innymi przedstawicielami kontrkultury, takimi jak: Timothy Leary, Gary Snyder i Alan Watts, miał nadzieję na włączenie owej mantry do hippisowskiego ruchu.
17 stycznia 1967 roku, Allen Ginsberg pomógł zaplanować i zorganizować przyjęcie powitalne dla Bhaktivedanta Swamiego na lotnisku w San Francisco, gdzie przywitało go od 50 do 100 hipisów, intonując mantrę Hare Kryszna z kwiatami w rękach w poczekalni. Ginsberg zgodził się też wziąć udział w Mantra-Rock Dance – festiwalu muzycznym odbywającym się w sali balowej Avalon znajdującej się w świątyni Hare Kryszna w San Francisco. Wystąpiło na nim kilka czołowych zespołów rockowych ówczesnych czasów: Big Brother and the Holding Company z Janis Joplin, The Grateful Dead i Moby Grape. Podczas owego festiwalu Allen wprowadził na scenę Bhaktivedanta Swamiego i doprowadził do zaśpiewania mantry Hare Kryszna przez około 3 tysiące hipisów.
Ginsberg wniósł mantrę do świata rock’n’rolla, gdy recytował Sutrę Serca w piosence Ghetto Defendant. Piosenka ta pojawiła się w 1982 roku na albumie pierwszego brytyjskiego punkowego zespołu The Clash.

### Choroba i śmierć (1960-1997)
W 1960 roku leczył się z powodu nabycia wielu chorób tropikalnych, nabytych podczas pobytu w Indiach. Spekuluje się również, że nabawił się zapalenia wątroby poprzez skażoną igłę zaaplikowaną mu przez lekarza. Epizod ten odegrał dużą rolę w jego śmierci prawie 40 lat później. Ginsberg był nałogowym palaczem. Choć próbował rzucić palenie ze względów zdrowotnych i religijnych, to jego napięty harmonogram utrudniał mu to w późniejszym życiu, dlatego jak mówił, zawsze do tego wracał.
W 1970 roku doznał dwóch udarów, które początkowo zostały zdiagnozowane jako porażenie Bella, co spowodowało częściowy paraliż i zanik mięśni po jednej stronie twarzy. W późniejszym życiu doznał również innych dolegliwości takich jak wysokie ciśnienie krwi. Wiele z tych objawów było związanych ze stresem.

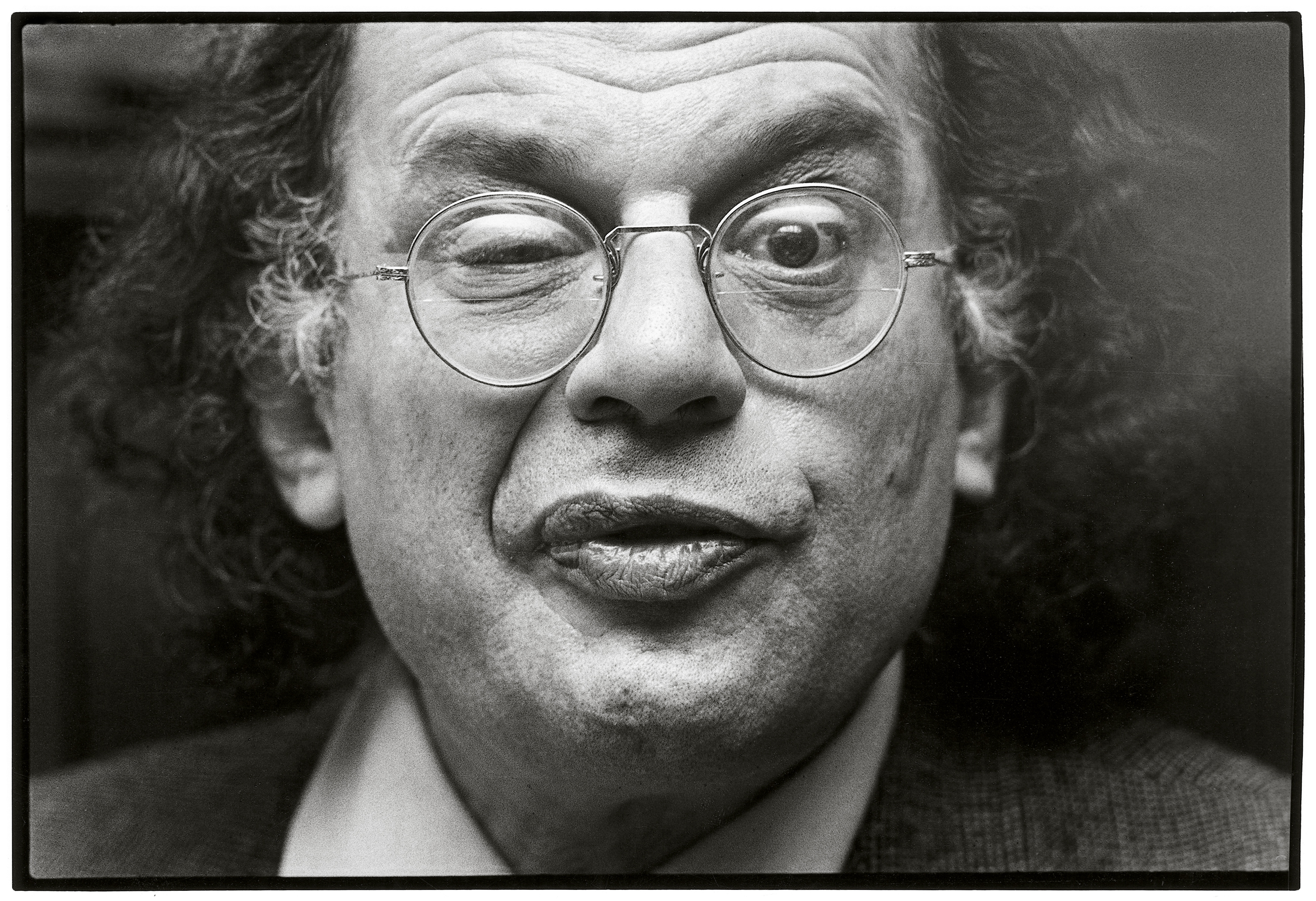
Allen Ginsberg, 1979

W 1974 Ginsberg wygrał nagrodę National Book Award za The Fall of America. W 1986 roku wygrał nagrodę Golden Wreath na Struga Poetry Evenings w Macedonia. Na Struga Poetry Evenings poznał innych zwycięzców: Bułata Okudżawę i Andrieja Wozniesienskiego. W 1993 francuski minister kultury przyznał mu nagrodę Chevalier des Arts et des Lettres.
Ginsberg wykonał ostatni odczyt swojej poezji w Booksmith w San Francisco 16 grudnia 1996 roku. Był też zaproszony jako gość specjalny do wystąpienia na NYU Poetry Slam 20 lutego 1997 roku, jednak z przyczyn zdrowotnych nie był w stanie się tam pojawić.
Po powrocie ze szpitala, gdzie był nieskutecznie leczony na zastoinową niewydolność serca, rozpoczął telefonowanie do wszystkich ważnych dla niego osób, aby ostatecznie się pożegnać. Niektóre z pożegnań były niezwykle smutne, okraszone łzami, a inne były z kolei pełne optymizmu. Ginsberg spisał wszystkie swoje choroby w swoim ostatnim wierszu Things I’ll Not Do (Nostalgias) napisanym 30 marca 1997 roku.
Umarł na raka wątroby, otoczony przez rodzinę i przyjaciół w East Village w Nowym Jorku. Na jego pogrzebie pojawili się wszyscy żyjący z pokolenia beatników. Ginsberg został skremowany w Gomel Chesed Cemetery. Zmarł w wieku 70 lat.

## Twórczość
Zyskał sławę dzięki dwóm poematom: Skowytowi dedykowanemu Nealowi Cassady’emu i Carlowi Solomonowi (Howl, 1956), będącym swoistym poetyckim epitafium dla najlepszych umysłów pokolenia Ginsberga oraz wyrazem buntu młodych ludzi dorastających w atmosferze zimnej wojny oraz powojennego nihilizmu, oraz Kadyszowi (Kaddish, 1961), który z kolei poświęcony jest zmarłej matce poety, Naomi Ginsberg. Kadysz został utrzymany w klimacie mowy pogrzebowej, w której autor nawiązuje do swoich korzeni. Innym znaczącym utworem jest Thou Shalt Not Kill napisanym na cześć zmarłego poety Dylana Thomasa.
Jego twórczość stanowiła ważny pomost między pokoleniem beatników lat 50. i ruchem hippisów lat 60. Poezja Ginsberga wyrażała bunt przeciwko ustalonemu porządkowi społecznemu, skostniałym konwenansom, zakłamaniu cywilizacji Stanów Zjednoczonych oraz masowości; przesycona była ideami anarchizmu i rewolucji seksualnej; inspirowała się egzystencjalizmem, surrealizmem i twórczością takich poetów jak: Walt Whitman, Arthur Rimbaud czy William Blake. Ważny wkład w jego poezję miała również fascynacja bitników filozofią Dalekiego Wschodu, buddyzmem i braminizmem. Ginsberg w oryginalny sposób łączył wysublimowany język oraz romantyczną wizyjność z obrazami wulgarnymi i prowokacyjnymi, nie szczędząc przy tym dosadnego słownictwa. Znamienną cechą jego pisarstwa jest częste wykorzystanie anaforycznej formuły i stylistyki psalmów, modlitwy czy mantry. W wierszach takich jak LSD, Odpowiedź czy Koniec opisywał wrażenia związane z częstym zażywaniem substancji psychotropowych. Ginsberg w swojej twórczości dawał również wyraz swojej fascynacji muzyką jazzową.
Wygłaszał częste muzyczne recytacje swoich wierszy z udziałem takich artystów jak Bob Dylan, Grateful Dead czy Paul McCartney.
Gościnne, odegrał również partie wokalne w utworze „Ghetto Defendant”, autorstwa punkrockowego zespołu The Clash.

## Publikacje
- Howl and Other Poems (1956, wyd. pol. Skowyt i inne wiersze – 1984)
- Kaddish and Other Poems (1961, wyd. pol. Kadysz i inne wiersze: 1958-60 – 1992)
- Reality Sandwiches (1963)
- Planet News (1968)
- The Gates of Wrath: Rhymed Poems 1948-1951 (1972)
- The Fall of America: Poems of These States (1973)
- Iron Horse (1974)
- Mind Breaths (1978)
- Plutonian Ode: Poems 1977-1980 (1982)
- Collected Poems: 1947-1980 (1984)
- White Shroud Poems: 1980-1985 (1986)
- Cosmopolitan Greetings Poems: 1986-1993 (1994)
- Howl Annotated (1995)
- Iluminated Poems (1996)
- Selected Poems: 1947-1995 (1996)
- Death and Fame: Poems 1993-1997 (1999)

W języku polskim oprócz wymienionych wyżej tłumaczeń ukazały się również wybory twórczości Ginsberga: Utwory poetyckie (1984), Znajomi z tego świata (1992).

## Literatura
- W drodze. Poeci pokolenia beatników. Neal Cassady, William S. Burroughs, Allen Ginsberg, Jack Kerouac Kirsch Hans-Christian, Wydawnictwo Iskry 2006.
- Allen Ginsberg w Polsce, Andrzej Pietrasz, Wydawnictwo Naukowe Semper, Warszawa 2014.
- Ginsberg jest także drugoplanowym bohaterem powieści Niksy autorstwa Nathana Hilla.

## Film
W 2010 roku Rob Epstein i Jeffrey Friedman wyreżyserowali film Skowyt, oparty na debiucie poety i udzielanych przez niego wywiadach. Ginsberga zagrał James Franco.
Ginsberg jest też jednym z głównych – obok Jacka Kerouaca i Williama Burroughsa – bohaterów filmu Na śmierć i życie (ang. Kill Your Darlings) (2013). Tutaj w jego postać wciela się Daniel Radcliffe.